# Jussi Kylätasku

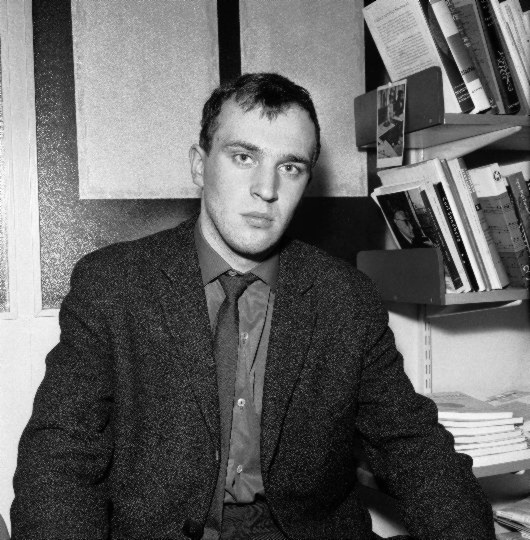
Jussi Kylätasku (1965).

Juhani (Jussi) Kylätasku, född 19 juni 1943 i Tammerfors, död 7 januari 2005 i Borgå, var en finländsk författare. 
Kylätasku gjorde sig tidigt känd som frän, socialt engagerad dramatiker. Han använde gärna myter ur den finländska kriminalhistorien för att spegla psykologiska samhällsmönster bortom det tidsbundna. Pjäsen Runar och Kyllikki (1973), som i balladens form skildrar ond bråd död, blev en modern klassiker, översatt till flera språk. Till höjdpunkterna i hans stora dramatiska produktion hör även Maaria Blomma (1980), Caligula (1997) och radiopjäsen Yksityistilaisuus (2003). I flera uppsättningar samarbetade Kylätasku med regissören Jouko Turkka och han skrev även manus till flera av Risto Jarvas främsta filmer, bland annat Loma och Kun taivas putoaa. 
Som prosaist anknöt Kylätasku ofta till självbiografiska motiv, där han med sina rötter i arbetarnas Tammerfors gärna ironiserade över den socialistiska ideologins utarmade språk samtidigt som han skarpt kritiserade kapitalismens avarter. I raden av romaner märks Revari (1975), Ensimmäinen Jalmarin kirja (1983) och Akuaba (2002).